# 褶曲

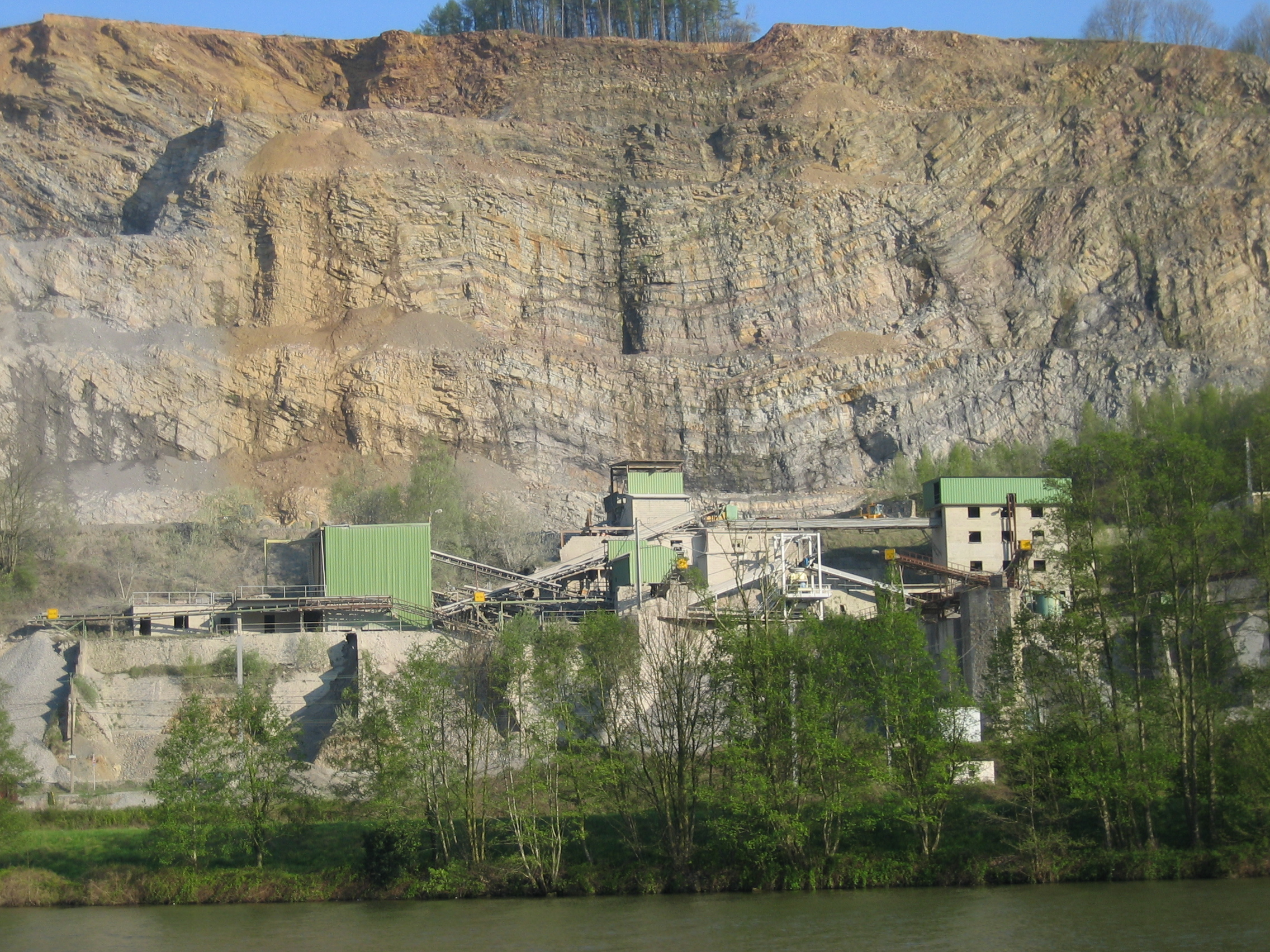
がけに現れた褶曲面、ベルギー

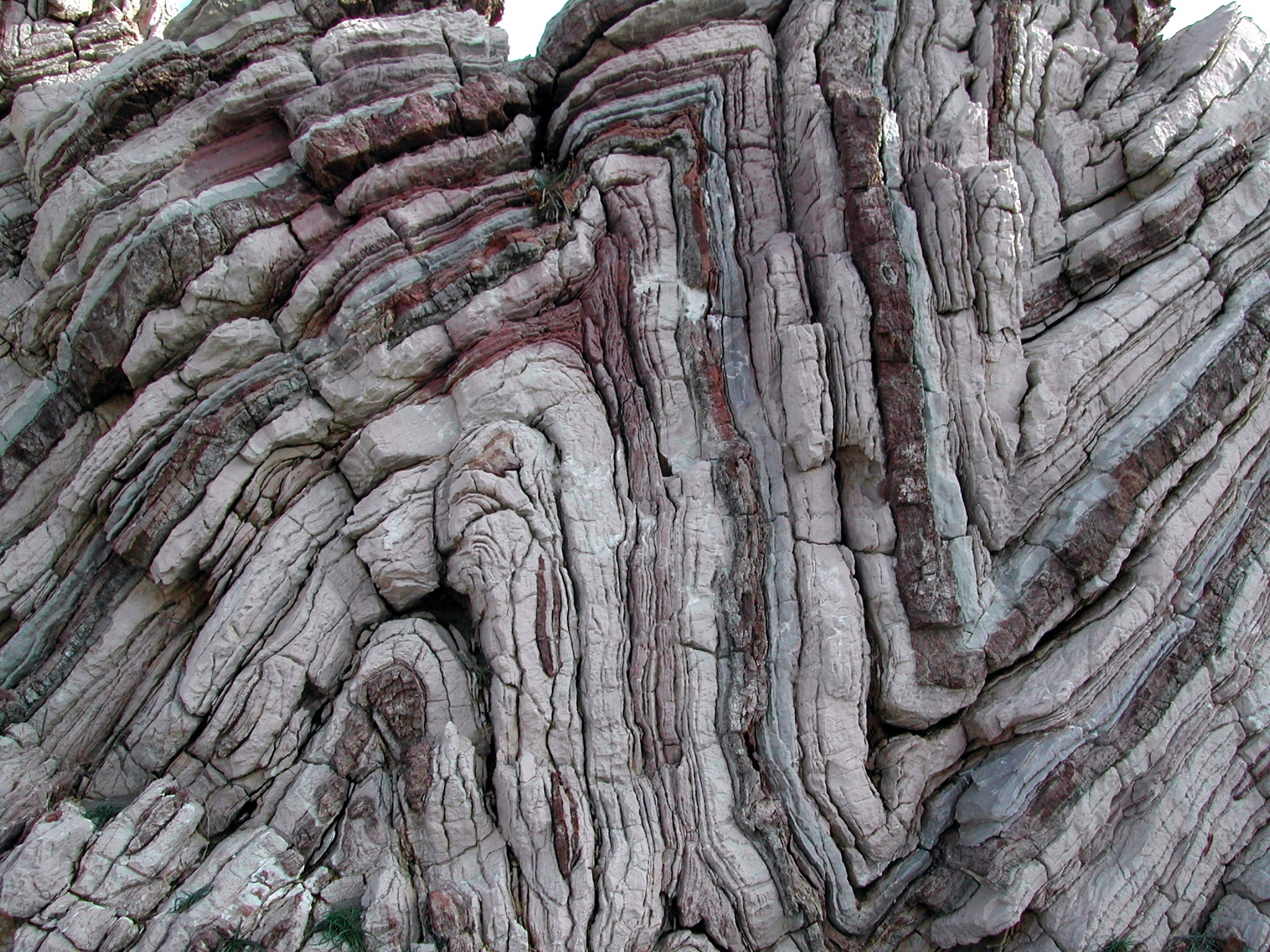
褶曲面の拡大写真、クレタ島

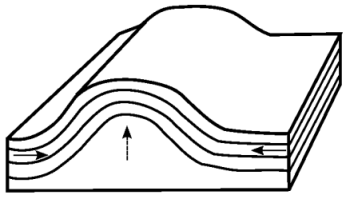
褶曲の形成

褶曲（しゅうきょく、英: fold）は、地層の側方から大きな力が掛かった際に、地層が曲がりくねるように変形する現象のこと。
褶曲は、野外の地質調査で見落とすもしくは判別できないと、地層累重の法則が適用できない場合がある。地震の力によって短時間で形成される場合もあるが、多くはプレートの移動などで長時間強い力を受け続けることで形成される。2方からの圧縮の力と、隆起と沈降の力などがかかって形成される。比較的固い岩盤の場合は、褶曲が形成される途中で破断して断層となることが多い。

## 向斜・背斜
地層の谷にあたる部分を向斜（英: syncline）、山にあたる部分を背斜（英: anticline）という。ただし、これらの用語は地層の上下が特定できているときのみ使われるため、上下の特定が困難な場合は向斜状構造をシンフォーム（英: synform）、背斜状構造をアンチフォーム（英: antiform）と呼ぶ。
向斜の場合、曲がりきった低い部分を底といい、各地層の断面の底を結んだ線を向斜軸面という。これが地形図に平面的に表される際には褶曲軸（向斜軸）と呼ばれる。この考え方は背斜でも同様に行われる（背斜軸面・背斜軸）。
向斜軸面（背斜軸面）は必ずしも鉛直方向にあるわけではなく、一定の傾斜がついているために、地形図の判読には注意する必要がある。

## 単斜
向斜・背斜のほかに単斜（英: monocline）が存在する。

## 活褶曲
第四紀に入ってからも活動を続けている褶曲を、特に活褶曲（かつしゅうきょく、英: active fold）と呼ぶ。新しいものなので、これよりも古い古期褶曲に比べて地表近くに多く存在し、河岸段丘などの段丘面の変形として表れやすい。活褶曲や活断層などをまとめて活構造と呼ぶ。
日本では、長岡平野や越後平野、庄内平野などの日本海東部沿岸に多くみられる。